# Cathédrale de Civitavecchia
La cathédrale de Civitavecchia ou cathédrale Saint-François-d'Assise (en italien : cattedrale di San Francesco d'Assisi) est une église catholique romaine de Civitavecchia, en Italie. Il s'agit de la cathédrale du diocèse de Civitavecchia-Tarquinia.

## Histoire
L'église a été construite sur les vestiges d'une petite église franciscaine édifiée sous le pape Paul V en 1610. Elle fut ensuite reconstruite à la demande de Clément XIV, qui confia les travaux à l'architecte Francesco Navone et achevée sous le pape Pie VI en 1782. Elle est devenue une cathédrale en 1805.
Gravement endommagée par les bombardements de 1943, elle a été entièrement restaurée en 1950 sur un projet de l'architecte Plinio Marconi (it).

## Structure de l'église

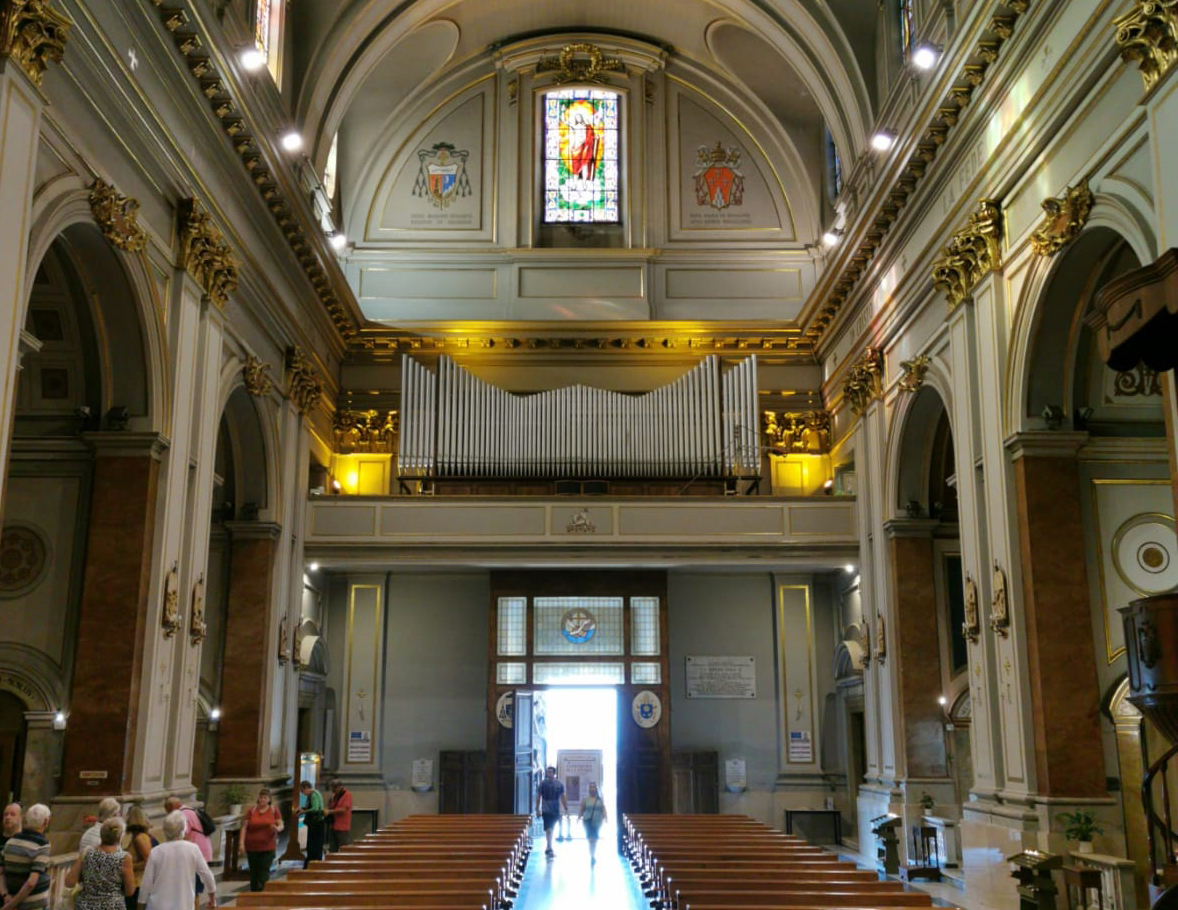
La nef avec l'orgue de tribune.

L'église se compose d'une seule nef. Elle présente une haute façade baroque avec un double ordre ionique, une seule porte centrale encastrée et un large escalier. Elle n'a pas de transept et est complètement dépourvue d'ornements à l'arrière. Dans une chapelle latérale, sur le côté droit, se trouve une Nativité attribuée à l'école du Dominiquin. Au-dessus du tympan se trouvent deux grandes figures sculpturales, représentant la Foi et la Justification, de Pietro De Laurentiis (it) ; en dessous, une fresque d'Antonio Nessi représente saint François recevant les stigmates.
À l'intérieur se trouve un orgue à tuyaux de la manufacture d'orgues Organi Pinchi de Foligno. L'instrument a été restauré et agrandi par la même manufacture à l'automne 2019. 

## Source
- (it) Cet article est partiellement ou en totalité issu de l’article de Wikipédia en italien intitulé « Cattedrale di San Francesco d'Assisi (Civitavecchia) » (voir la liste des auteurs).

### Article lié
- Liste des cathédrales d'Italie

### Liens extérieurs
- Site officiel
- Ressources relatives à la religion :   - Chiese delle diocesi italiane
  - GCatholic.org